# Малверн (Арканзас)
Малверн (англ. Malvern, Arkansas) — город, расположенный в округе Хот-Спринг (штат Арканзас, США) с населением в 9021 человек по статистическим данным переписи 2000 года. Является административным центром.

## История
Населённый пункт был основан в 1870 году в качестве перевалочной станции железнодорожной компании «Cairo and Fulton Railroad» и получил своё название в честь города Малверн-Хилл (штат Виргиния). Посёлок расположился в 34 километрах к югу от района подземных горячих источников, находящихся в другом городе Хот-Спрингс. 15 октября 1878 года Малверн официально получил статус административного центра округа Хот-Спринг.
До 1874 года пассажиры, следовавшие до района горячих источников в Хот-Спрингсе, сначала по железной дороге компании «Cairo & Fulton» добирались до станции в Малверне, затем пересаживались в дилижанс и ехали в течение одного-двух дней до Хот-Спрингса. В 1874 году чикагский бизнесмен Джозеф Рейнольдс построил из Малверна в район горячих источников узкоколейную железную дорогу «Hot Springs Railroad», которая в течение следующих пятнадцати лет оставалась единственной железнодорожной веткой в Хот-Спрингсе. В апреле 1900 года транспортная компания «Little Rock, Hot Springs & Western Railroad» завершила строительство магистральных железнодорожных путей из Литл-Рока в Хот-Спрингс, после чего транзитное сообщение через Малверн до курортной зоны источников оказалось невостребованным и к 1902 году всё пассажирское сообщение до Хот-Спрингса через железнодорожную станцию Малверна было прекращено.

## География
По данным Бюро переписи населения США город Малверн имеет общую площадь в 19,42 квадратных километров, из которых 19,17 кв. километров занимает земля и 0,26 кв. километров — вода. Площадь водных ресурсов округа составляет 1,34 % от всей его площади.
Малверн расположен на высоте 96 метров над уровнем моря.

## Демография
По данным переписи населения 2000 года в Малверне проживал 9021 человек, 2431 семья, насчитывалось 3769 домашних хозяйств и 4193 жилых дома. Средняя плотность населения составляла около 469,8 человек на один квадратный километр. Расовый состав Малверна по данным переписи распределился следующим образом: 68,16 % белых, 28,66 % — чёрных или афроамериканцев, 0,35 % — коренных американцев, 0,29 % — азиатов, 0,07 % — выходцев с тихоокеанских островов, 1,94 % — представителей смешанных рас, 0,53 % — других народностей. Испаноговорящие составили 1,26 % от всех жителей города.
Из 3769 домашних хозяйств в — воспитывали детей в возрасте до 18 лет, 44,1 % представляли собой совместно проживающие супружеские пары, в 16,3 % семей женщины проживали без мужей, 35,5 % не имели семей. 32,2 % от общего числа семей на момент переписи жили самостоятельно, при этом 20,0 % составили одинокие пожилые люди в возрасте 65 лет и старше. Средний размер домашнего хозяйства составил 2,33 человек, а средний размер семьи — 2,93 человек.
Средний доход на одно домашнее хозяйство в городе составил 27 007 долларов США, а средний доход на одну семью — 34 563 доллара. При этом мужчины имели средний доход в 27 232 доллара США в год против 18 929 долларов среднегодового дохода у женщин. Доход на душу населения в городе составил 14 848 долларов в год. 15,7 % от всего числа семей в округе и 20,3 % от всей численности населения находилось на момент переписи населения за чертой бедности, при этом 27,6 % из них были моложе 18 лет и 18,4 % — в возрасте 65 лет и старше.

## Промышленность
Жители Малверна неофициально называют город «мировой кирпичной столицей». В самом городе и его окрестностях находятся три кирпичных завода и расположены штаб-квартиры нескольких крупных промышленных компаний таких, как Acme Brick, Weyerhaeuser, Borden Chemical, Adams Face Veneer Company Inc, Leggett & Platt, Pactiv Corporation и Grapette International.

## Известные уроженцы и жители
- Боб Барроу — баскетболист
- Лаура Бет Клейтон — оперная певица, меццо-сопрано
- Сьюзан Данн — оперная певица, лауреат премии Грэмми
- Фред Джонс — баскетболист, член Национальной баскетбольной ассоциации
- Билли Боб Торнтон — актёр, сценарист, режиссёр и певец. Родился в Хот-Спрингсе, вырос в Малверне